# Heinrich Himmler
Heinrich Luitpold Himmler (født 7. oktober 1900, død 23. maj 1945) var en tysk nazist fra 1923 – 1945. Han var en af Hitlers mest betroede medarbejdere og leder af SS (Schutzstaffel). Han var fra 1929 leder af sikkerhedspolitiet og blev indenrigsminister. Himmler er en af de nazistiske ledere, som var mest involveret i Holocaust.
Himmler begik selvmord 23. maj 1945 i en engelsk fangelejr efter krigens slutning.

## Tidligt liv
Heinrich Himmler blev født 7. oktober 1900 i München som søn af Anna Heyder og en lærer Gebhard Himmler. Faren havde været privatlærer for prins Heinrich af Bayern, som hans mellemste søn blev opkaldt efter. De tre børn – Gebhard, Heinrich og Ernst – voksede op i et konservativt katolsk hjem ganske uden antisemitisk påvirkning. Faren noterede bekymret, at Heinrich i løbet af et skoleår havde haft 160 fraværsdage pga. sygdom. Historikeren George Hallgarten husker klassekammeraten Heinrich som "det mildeste lam, man kan tænke sig". Lærerne roste drengens flid, og han var accepteret i kammeratflokken, men hans svage fysik gjorde gymnastiktimerne til en plage. I studietiden nægtede studenterforbundet flere gange at give ham æresoprejsning, fordi han ikke svingede bægeret flittigt nok, men da han fremskaffede en lægeattest, fik han en "øldispensation". 
Faren håbede på, at Heinrich ville følge i hans fodspor og blive lærer, så Himmler gik på Landshut Hochschule i München og fik sin eksamen først i 1918. Under første verdenskrig blev han officerskadet i 1918. Helst ville han til marinen, men den optog ikke ansøgere med briller. Han fortalte selv, at krigen var forbi før han nåede at komme til fronten – så i Håndbog for den stortyske Rigsdag fra 1943 oplyses det at Himmler havde været i kamp som syttenårig.  Han var rasende og meget skuffet over at Tyskland overgav sig.
Lige efter krigen blev Himmler medlem af Freikorps, en sammenslutning af flere paramilitære grupper, som også Rudolf Hess var medlem af. Det var en privat hær af primært højreorienterede, tidligere tyske soldater, der var rasende over Tysklands nederlag, og som ønskede at forsvare landets grænser mod et angreb fra Den Røde Hær og angribe kommunister og andre venstreorienterede grupperinger inden for Tysklands grænser. Senere i 1923 tilsluttede han sig NSDAP. Otto Strasser lo da Himmler forsikrede at han "ville skyde sin mor", hvis Hitler bad ham om det, og ovenikøbet være "stolt over tilliden". Men da Strasser forstod, at det var alvor fra Himmler, sagde han: "Heinrich, du skræmmer mig."

## Himmler og nationalsocialismen
Selv om kuppet i München mislykkedes, og Hitler blev idømt fængselsstraf, var Himmler stadig hans trofaste følgesvend - overbevist om at Hitler ville føre Tyskland til storhed.
Den 3. juli 1928 blev Himmler gift med Margarete Boden. Hun var otte år ældre og lærte ham om naturmedicin og homøopati. Sin medgift investerede hun i en kyllingefarm, som hun drev i München-forstaden Waltrudering, mens Himmler for det meste var på farten i politiske ærinder. Gudrun Burwitz, deres eneste barn blev født 8.august 1929. Hun blev kendt som meget aktiv indenfor SS-veteranernes hjælpeorganisation Stille Hilfe (= Hjælp i stilhed).
Marga adopterede en dreng, som Himmler ikke viste megen interesse. Om Marga sagde Reinhard Heydrichs kone Lina: "Buksestørrelse 50, det er alt, hvad der kan siges om hende".  I 1942 fik Himmler en søn Helge med sin sekretær Hedwig Potthast, som han kaldte Häschen (= lille hare). I 1944 fik de datteren Nanette. Himmler ønskede skilsmisse fra Marga, men hun nægtede af hensyn til Gudrun. I stedet fik Himmler indrettet et komfortabelt hjem for Häschen og deres to børn i nærheden af Hitlers Berghof. 
I 1928 blev Himmler en del af "Sturmabteilung"(SA) som blev ledet af Hermann Göring.
SA var en voldelig organisation, hvad der ikke helt passede Himmlers personlighed. Han blev i januar 1929 forfremmet til at lede Hitlers personlige vagtmandskab, SS, med titlen SS-Reichsführer. SS var ikke nogen stor enhed, men det fik Himmler hurtigt lavet om på. Han steg hurtigt i graderne til leder uden at gå gennem de samme rangtrin som andre SS-folk. Samtidig blev han også øverstbefalende for Gestapo, det hemmelige politi, der var oprettet af Göring.
Himmler udviklede SS til den stærkeste paramilitære organisation i Det Tredje Rige. Da han blev udnævnt, havde SS 280 medlemmer, men i 1933, da nazipartiet overtog magten i Tyskland, havde organisationen 52.000 medlemmer. Med Hitlers tilladelse fik SS en enorm politimæssig indflydelse i Tyskland og i de erobrede områder. Organisationen blev også den ansvarlige inden for sikkerhed, efterretning og spionage.
Himmler og Göring var enige om, at SA og dens leder Ernst Röhm begyndte at blive en trussel mod den nazistiske ledelse af Tyskland. Röhm havde en venstreorienteret filosofi og så frem til en revolution til fordel for arbejderklassen. Himmler og Göring overbeviste Hitler om, at noget måtte gøres. Det førte til De lange knives nat i 1934, hvor en lang række SA-ledere blev henrettet. Himmler og Göring gennemførte arrestationer og drab i samarbejde med Reinhard Heydrich, Kurt Daluege og Walter Schellenberg og henrettede Röhm og en lang række andre SA ledere. Himmlers kontrol over det interne tyske militær var nu total.
I 1936 fik Himmler yderligere magt, da Hitler gav ham kontrollen over det hemmelige tyske politi, Gestapo. Politiet blev lagt under SS og ændret fra Landespolizei til Ordnungspolizei. Himmler overtog parolen fra Weimar-tiden ("Politiet, din ven og hjælper!"), men i praksis var ånden en ganske anden. I akademiet for tysk retsvæsen oplyste han: "Om de andre jamrer over lovbrud er mig fuldstændigt ligegyldigt. I virkeligheden lægger vi grundlaget for en ny ret gennem vort arbejde: Det tyske folks ret til at leve." Han skrev et nydeligt reglement for at forhindre unødig brutalitet i koncentrationslejrene, men gav samtidigt frit spillerum til den værste sadisme. I 1938 holdt han tale for nye fanger i Dachau (koncentrationslejr)-lejren: "I ved, at I er her som varetægtsfanger. Det betyder, at vi skal gøre alt for at varetage jeres sikkerhed." Her måtte han holde en pause, fordi vogterne brølede af latter. 
Himmler reorganiserede SS i 1940 og udvidede det med Waffen-SS, som efter seks måneder havde mere end 150.000 mand under fanerne. Ansøgerne måtte være mindst 1,70 meter høje og opfylde racemæssige kriterier. Himmler fik et billede af hver eneste ansøger på sit skrivebord. Selv ville han være blevet afvist: han var ikke høj nok. Hans massør gennem mange år, Felix Kersten fra Finland, og stabschefen Karl Wolff har fortalt, hvor hundeangst Himmler var for Hitler til trods for sin magt. "Ingen, som ikke selv har set det, ville have troet, at en mand med Himmlers magt var bange, når han skulle modtage ordrer hos Hitler." Når mødet var vel overstået, var Himmler hver gang lige så lettet, som hvis han havde bestået en eksamen. 
Efter Himmlers ordre brugte SS skarp ammunition under øvelser. Når det blev kritiseret, pralede Himmler af at de mange, der blev dræbt under øvelser, var "dybt moralske ofre". Kersten hørte, at Göring en gang gjorde nar af det. Göring fortalte Himmler, at også han nu ville indføre realisme i luftvåbenet, nemlig sådan: "Under faldskærmhop to gange med faldskærm – tredje gang uden!" Det fremgik ikke, om Himmler forstod spøgen.  Kersten sagde om ham: "Når Himmler sloges for noget, intrigerede han, og når han kæmpede for sine såkaldte ideer, var det med list og bedrag... Han havde en middelalderlig, feudal, machiavellisk og ond karakter."
Himmler var en sand dyreven, som tog afstand fra jagt og talte for, at dyrebeskyttelsesforeninger burde have politimyndighed – men om menneskeforsøg skrev han i november 1942, at han personligt tog "ansvar for at stille kriminelle og antisociale elementer fra koncentrationslejrene til rådighed for eksperimenterne. De fortjener kun at dø." Han sørgede for økonomisk støtte til eksperimenterne i Dachau, hvor hans ven dr. Sigmund Rascher pinte fanger ihjel ved at åbne deres hjerter uden brug af narkose, spærre dem inde i undertrykskamre eller køle dem ned til minus 30 grader i bassin med is og vand. Til sidst måtte dr. Rascher alligevel overføre forsøgene til Auschwitz, da naboerne i Dachau klagede over al den skrigen. En af kvinderne nægtede dr. Rascher alligevel at bruge til eksperimenter, da hun havde blondt hår, blå øjne og nordisk kropsbygning. 

## Anden verdenskrig
Under 2. verdenskrig fik en af SS' afdelinger opgaven med at organisere og administrere Tysklands koncentrationslejre og efter 1941 udryddelseslejrene i Polen. Disse specielle SS'ere hed SS-Totenkopf. Også sigøjnere, kommunister og homoseksuelle blev opsporet. I 1941 gav Himmler personligt ordre til, at hans egen nevø, Obersturmbannführer Hans Himmler, blev skudt i Dachau-lejren – for homofili.  I en tale for SS-officerer i Bad Tölz i 1937 henviste Himmler til arkæologen Herbert Jankuhns forskning på moselig og fremlagde som et faktum, at det drejede sig om desertører og homoseksuelle, der blev henrettede af deres stammefæller som straf for overtrædelser af oldtidens germanske lov: "De ærværdige professorer... ved ikke, at de i 90 af 100 tilfælde står overfor en homoseksuel, der er blevet druknet i en mose... det var helt enkelt afslutningen på et abnormt liv."  Til indtægt for dette synspunkt tog han også den romerske historiker Tacitus' værk Germania, selv om Tacitus aldrig havde besøgt de germanske stammer eller kendte nærmere til deres forhold, da han beskrev dem.
Himmler må siges at være en af de øverste ansvarlige for massedrabet på jøder under krigen. Det var SS, der på Wannseekonferencen besluttede, hvad der skulle ske i koncentrationslejrene. Himmler var fanatisk i sin tro på NSDAP's race-teorier og benyttede dem kombineret med germansk mysticisme til at forsvare SS' folkemord: "Jeg har sat mig for at fremdyrke en ny germansk stamme(...) Udvælgelsen skal ske brutalt og uden menneskelig sentimentalitet." Ifølge Himmlers Forlovelses- og giftermålsordre af 31. december 1931 måtte en SS-mand ikke indgå ægteskab, medmindre bruden var "sund, genetisk rask og racemæssig mindst ligeværdig". For Himmler var den en kilde til bekymring, at raceforskeren Hans F.G. Günther  i 1925 havde konkluderet med, at kun 6-8% af alle tyskere var renracet nordiske, 45-50% viste spor af nordisk blod, mens henved halvdelen tilhørte en laverestående race. Ikke mindst bekymrede det tyske raceforskere, at det var så svært at skelne mellem jøder og ikke-jøder, men de mente, at jøder ialfald bevægede sig anderledes end andre: jøder slæbte fødderne, når de gik  Da Himmler fartede rundt i Polen i sit private tog i september 1939, beordrede han sine folk til at finde frem til nogle "kriminelle eksemplarer" blandt de lokale jøder. Han plejede så at pege med sin officersstav på visse karakteristika hos ældre mænd, der rystede af skræk: "Disse mennesker er skadedyr," oplyste han.  Befolkningen på Krim var derimod en kilde til stor forvirring. Han beordrede de muslimske tsjakavere udryddet, fordi de angiveligt nedstammede fra jøder, der flygtede fra den spanske inkvisition, hvorimod han benådede karaitterne, der lever som fromme jøder, men er et tyrkisk folk som taler et tyrkisk sprog. 
SS-manden Werner Bests kone fortalte Himmler, at hun ikke syntes, han eller de øvrige partiledere så særlig nordiske ud. Han svarede uforstyrret, at selv om han ikke så nordisk ud, havde han ialfald en nordisk hjerne.  Som ung havde han bortforklaret at Jesus var jøde med en absurd teori om at Jesus i virkeligheden var søn af en romersk centurion og dermed arier.
Straks efter invasionen af Polen sendte Himmler sine Einsatzkommandoer – mobile morderbander – til landet med lister over hvem som skulle dræbes – præster, rabbinere, jurister, landmænd, læger, lærere. Det var ren terror. En brite så i den lille by Bydgoszcz, hvordan en flok spejderdrenge mellem 12 og 16 år blev stillet op mod en mur på torvet og skudt. Der blev ikke opgivet nogen grund, og en præst, der kom løbende for at give drengene den sidste olie, blev dræbt med fem skud. 34 af byens ledende forretningsfolk og købmænd blev skudt: "Pladsen var omgivet af soldater med maskingeværer." 
Himmler bekymrede sig for SS-mordernes psyke. Kurt Werner fra Specialkommando 4 udtalte med typisk selvmedlidenhed: "Skytterne stod bag jøderne og dræbte dem med nakkeskud... Det er umuligt at forestille sig, hvilken psykisk styrke som forlangtes for at udføre det beskidte job... Jeg måtte være der nede i grøften hele formiddagen. Der måtte jeg skyde om og om igen." I sin bekymring over det beordrede Himmler 12.december 1941: "Det er en hellig pligt...at tilse personligt at ingen af mændene, der udfører denne svære pligt, bliver brutaliserede eller lider skade på sind og karakter" og konkluderer: "Der må være aftener, hvor mændene... sidder til bords og spiser et godt tysk måltid under de mest muligt hjemlige former, og hvor tiden fyldes med musik, foredrag og indføring i de skønne områder af tysk ånds- og sjæleliv." 17.juli 1942 besøgte han Auschwitz og overværede personligt gasningen af en transport på 449 hollandske jøder. Derefter selskabeligt samvær med rødvin. Himmler var ifølge lejrkommandanten Rudolf Höss i "udmærket, ja, glimrende humør", drak et glas vin og røg ovenikøbet, "hvad han ellers ikke plejede at gøre" og meddelte Höss, at "de arbejdsudygtige jøder skal udryddes hensynsløst". 
Sin mest berygtede tale holdt Himmler til SS i Poznan 4.oktober 1943: "De fleste af jer ved, hvordan det er, når 100 lig ligger der samlet, når 500 ligger der, eller når 1.000 lig ligger der. At have udholdt dette og fortsat... have sin anstændighed i behold, det har gjort os hårde. Dette er et ærerigt kapitel i vor historie, som aldrig er skrevet og aldrig skal skrives." Netop ved at vise, at jødeudryddelserne skulle hemmeligholdes, afslørede Himmler, at han anede, at de var alt andet end ærerige for det tyske folk.
I forbindelse med 20. juli-attentatet mod Hitler i 1944 blev mange ledere i Abwehr arresteret og henrettet. Abwehr-chefen Wilhelm Canaris blev hængt 9.april 1945, selv om han havde været i husarrest og ikke kunne deltage i komplottet. Himmler fik overtalt Hitler til at henrette ham og opløse Abwehr, så Himmlers SD blev den eneste efterretningstjeneste. Om Claus von Stauffenbergs familie udtalte Himmler, at den "skal udslettes til sidste led". Han fik flere hundrede medlemmer af de sammensvornes familier sat i koncentrationslejr. Stauffenbergs svigermor og hans ene onkel var blandt dem, der omkom. Det begrundede Himmler fejlagtigt med at de gamle germanere praktiserede blodhævn. Oprettelsen af Volkssturm med mindreårige til fronttjeneste, begrundede han med at han i sagaer havde læst, at "sø-germanerne" når forlis truede, råbte: "Drenge over bord!" og kastede drenge i vandet, mens kvinder og våbenføre mænd blev skånet. 
Martin Bormanns søn Martin jr., der blev katolsk præst, fortæller, at han som barn besøgte Himmler med sin mor og søster. Himmlers sekretær Hedwig Potthast sagde højtideligt, at gæsterne skulle få noget interessant at se, og tog dem med op til et værelse i loftsetagen, hvor bord og stole var lavet af menneskeknogler. Bækkener var sæder, en stol havde ben af menneskeben og menneskefødder. Bagefter viste hun dem en udgave af Mein Kampf, indbundet i hud fra ryggen på et menneske. 

### Overtro
Röhm havde spottende kaldet Himmler der Anhimmler (= den sværmeriske), fordi han var så overtroisk. I 1935 grundlagde han foreningen Ahnenerbe (= Ane-arv), der efterhånden voksede til 40 afdelinger, hvor medlemmerne fik til opgave at lede efter den hellige gral og Henrik 1. Fuglefængers skelet. Kersten fortalte, at Himmler mente, at han var en reinkarnation af Henrik 1., som i øvrigt gav ham gode råd i drømme. 2. juli 1936 fejrede Himmler tusindårsdagen for Henrik 1.s fødsel i krypten i Quedlinburg domkirke. Året efter blev ceremonien gentaget; da blev kongens skelet gravlagt. Knoglerne stammede ikke fra kongen, men arkæologerne følte sig pressede til at komme med noget, som Himmler havde forlangt. 
Ahnenerbe blev finansieret gennem "katteøjne" (= refleks i cykelpedaler). Hitlers tidligere chauffør Anton Loibl havde i sit værksted udpønset, at små stykker rødt glas på pedalerne gjorde cyklisterne synlige i mørke. Desværre havde også en anden tysker en lignende opfindelse til patentbeskyttelse. Nu sørgede SS for, at Loibl fik patentet, og i 1938 sørgede Himmler for en ny vejtrafiklov, så alle nye tyske cykler skulle være udstyret med Loibls refleks-pedaler. Bare i løbet af 1938 modtog Ahnenerbe 77.740 Reichsmark fra salget af pedaler.
Himmler var tilhænger af den østrigske ingeniør Hans Hörbigers teori om "verdensisen". Efter Hörbigers mening er der store mængder is i verdensrummet, som danner ringe med en glødende sol. Et bevis på dette er hagl, som ifølge Hörbiger kommer direkte fra verdensrummet. Himmler var overbevist om teoriens rigtighed og sørgede for at afskedige en sagsbehandler, der havde tilladt sig at indhente kritiske kommentarer fra videnskabsmænd. Hörbiger påstod, at Jorden engang havde været omgivet af seks måner, og efterhånden som de én efter én havde snurret ind mod Jorden i spiral, havde gravitationen dannet en flodbølge som et kolossalt reservehjul rundt om ækvator. Månerne var så eksploderet i atmosfæren, hvorved havvandet igen kunne flyde ud over planeten. Ifølge Hörbiger havde den sidste eksplosion fundet sted for 11.000 år siden. Kun i højtliggende områder som Andes og Himalaya havde flora og fauna kunnet klare sig, og Ahnenerbe planlagde ekspeditioner til disse områder på jagt efter spor efter en oprindelig nordisk befolkning. Ahnenerbes første leder, Herman Wirth, placerede disse urgermanere på Atlantis og beskrev deres civilisation som et matriarkat styret af vølver (vikingetidens kvindelige religionsfortolkere, der kunne spå. Sådan en feministisk verdensorden appellerede ikke til Hitler, og Himmler blev nødt til at erstatte Wirth med den mere jordnære Walther Wüst. Men Wirth inspirerede med sine syner kaffemillionæren Ludwig Roselius, der opfandt den koffeinfri kaffe, til Haus Atlantis – et imponerende anlæg i byfornyelsesprojektet i Bremens Böttcherstrasse.
I 1933 var Karl Maria Wiligut dukket op i Himmlers liv uden at oplyse, at han kom fra en lukket afdeling efter at have truet sin kone Malwina på livet. Wiligut var en 67-årig tidligere officer, som hævdede at nedstamme fra guden Tor, og at han besad en "ane-hukommelse", der afslørede, at germanernes historie gik tilbage til 228.000 f.Kr., dengang der fandtes "tre sole på himmelen", og at Bibelen egentlig blev skrevet i Tyskland. Til trods for Wiliguts omfattende problemer med alkohol ansatte Himmler ham straks som afdelingsleder ved Hovedkontor for race og bosætning i München. Wiligut studerede runer og byggede en religion op omkring saksernes verdenstræ Irminsul. Han fik omsider sin afsked, da det blev afsløret, at han havde prøvet at overbevise sin unge sekretær, Gabriele Dechend, om at Himmler havde gjort hende den ære at udpege hende som den, der skulle have børn med Wiligut. Hun sagde til Himmler, at det ikke ville blive aktuelt, og Himmler, der var ret snerpet, blev bestyrtet over at blive beskyldt for at have foreslået noget sådant. I efteråret 1939 blev Wiligut officielt udmeldt af SS. Imidlertid var Himmler overbevist om, at Torshammeren var et virkeligt våben. 28. maj 1940 skrev han til Ahnenerbes leder Wüst: "Jeg er overbevist om, at det ikke drejer sig om naturligt lyn og torden, men snarere om en tidlig, højt udviklet form for krigsvåben skabt af vore forfædre, hvad selvfølgelig kun aserne havde herredømme over, og som krævede uhørt gode kundskaber om elektricitet." I november 1944 fremlagde det tyske firma Elemags ingeniører udkast til et gigantisk elektrisk våben, der ville lamme de allieredes elektriske udstyr, fra radar til deres panservognes tændingssystem. Elemag påpegede det "fænomen, at elektriske vibrationer via ultrakortbølge også skaber mulighed for at ionisere den atmosfære de trænger ind i, og derved forårsage en modsat elektrisk reaktion – med andre ord omformer de atmosfærens isolationsmateriale til en spændingsleder". 8.januar 1945 svarede SS' tekniske stab, at udkastet ikke var andet end fantasi. Himmler troede dem ikke, og sendte straks forslaget videre til forskningsrådets plankontor. To fremtrædende videnskabsmænd, den ene ekspert på elektromagnetisme, blev sat på sagen. I begyndelsen af februar 1945 svarede de, at "Elemags egne udtalelser mangler forståelse for de teknologiske og fysiske processer det ville medføre". 

## Krigens slutning og efter krigen
Himmler havde i slutningen af 1944 mistet troen på en sejr for Tyskland. Ifølge Kersten fortrød han, at han havde forfulgt kirken, da den havde "vist sig som den stærkeste", og han løslod derfor 27 gejstlige fra koncentrationslejrene med besked om, at de skulle bede for ham. 
Mod slutningen af 1944 blev Himmler sat til at lede armégruppe Oberrhein på Vestfronten, indtil han i begyndelsen af 1945 blev flyttet til en tilsvarende stilling mod Den Røde Hær. Han havde ingen erfaring fra felten, og blev hurtigt afsat. En general på Østfronten mente, at Himmler havde påtaget sig denne opgave for at skaffe sig lidt heltestatus til brug efter krigen. Andre kilder hævder, at Bormann overtalte Hitler til dette skridt for at få fjernet Himmler fra Berlin og magtens centrum.
Himmler var af den opfattelse, at hvis det nazistiske Tyskland skulle have en chance for at overleve, var det nødvendigt at opnå fred med England og USA. Samtidig forhandlede han med den svenske grev Folke Bernadotte om at få de danske og norske befriet fra KZ-lejrene. Da Hitler opdagede, at "trofaste Heinrich" bag hans ryg prøvede at indgå fredsaftaler (offentliggjort over Radio London 28.april), rasede han i timevis over "verdenshistoriens skammeligste forræderi", fratog Himmler alle hans embeder og beordrede ham skudt. De to havde allerede taget afsked med hinanden i førerbunkeren i Berlin nogle dage forinden.
Efter etableringen af Dönitz's regering i Flensborg forsøgte Himmler at komme i betragtning som fortsat leder af SS og Gestapo. Dönitz valgte dog at afskedige ham.
I et forsøg på at undgå pågribelse forklædte Himmler sig som et medlem af gendarmeriet, med lap for øjet og moustachen fjernet, men blev alligevel genkendt og arresteret den 22. maj i Meinstedt nær Heeslingen af en engelsk-russisk patrulje. Da den britiske militærlæge C. J. Wells dagen efter ved undersøgelse ville se ind i munden på ham, bed Himmler i en kapsel med cyanid, som hans kone hævdede, han havde gået med siden krigen brød ud - mens hans datter Gudrun hele livet påstod, at briterne havde myrdet hendes far.
Angiveligt fik en forhånelse fra en besøgende amerikansk efterretningsofficer Himmler til at indse, at hans forsøg på at fremforhandle en separat fred med de vestlige allierede var forgæves. Himmler havde forsøgt at samle så mange SS-enheder i Nordtyskland som muligt for at fortsætte kampen på USAs og Englands side mod russerne. Briterne pakkede ham ind i et camouflagenet og begravede ham på et ukendt sted på Lüneburger Heide. Himmler blev 44 år gammel.

## Efterkommere
Himmlers eneste barn i ægteskabet (han havde to børn med sin sekretær), datteren Gudrun Margarete Elfriede Emma Anna Himmler (1929-2018), var i årene 1961-63 ansat af den vesttyske efterretningstjeneste (Bundesnachrichtendienst - BND). Hun giftede sig med journalisten Wulf Dieter Burwitz og fik to børn. Bosat i München holdt hun længe sin sande identitet skjult også for sin mands pårørende.
Gudrun Burwitz, kaldt Püppi (= lille dukke) i familien, hævdede hele livet sin fars uskyld, og at der i USA findes dokumenter, der ville renvaske ham. Hun engagerede sig i organisationen Stille Hilfe (= Stille hjælp), der ydede hjælp til tidligere SS-mænd. I hendes tid i organisationen er krigsforbrydere som Klaus Barbie og Erich Priebke blevet hjulpet. I 2010 betalte Stille Hilfe for forsvaret af Samuel Kunz, en SS-mand tiltalt for medvirkning til drabet på 437.000 jøder i Belzec-lejren.  Hun hjalp også Søren Kam mod udlevering, selv om han havde indrømmet sin skyld. Stille Hilfe blev oprettet i 1951 af prinsesse Helene Elisabeth von Isenburg, der kunne udnytte sin tilknytning til højadelen og Vatikanet til at oprette en flugtlinje over Sydtyrol og Rom og derfra til Sydamerika. Den nordlige flugtlinje via Danmark fik hjælp fra den tidligere SS-mand Vagner Kristensen.
Himmlers sekretær, Hedwig Potthast (1912-1994), som han kaldte Häschen (= lille hare), giftede sig efter krigen og tog sin mands efternavn, der gav hende og hendes to børn med Himmler en ny start, selv om hun snart blev enke. Sønnen Helge, hun fik med Himmler i 1942, sloges med dårligt helbred og blev boende hos sin mor. Datteren, hun fik med Himmler i 1944, Nanette Dorothea, blev læge.
Himmler og hans kone tog i marts 1933 en dreng til sig, Gerhard von der Ahé, den fireårige søn af en SS-mand, der var blevet skudt og dræbt i et gadeslagsmål. Gudrun frydede sig over at få en bror og trøstede ham, når han græd. Hans stedmor var glad for ham, men det ændrede sig. Von der Ahé fortalte senere, at han ofte var bange, når stedfaren var hjemme på besøg i Gmünd; han blev slået, en gang også med ridepisken. Også Gudrun blev slået: I juli 1932 skrev hendes mor, at hvis pigen sagde "vil ikke", vankede der øretæver. "Gerhard er en forbrydernatur," skrev fru Himmler i april 1938. Angiveligt havde han "igen stjålet penge og lyver ubeskriveligt." I foråret 1939 afleverede Himmler sin tiårige stedsøn på en opdragelsesanstalt i Spandau. Som 16-årig meldte von der Ahé sig frivillig til SS, og sad efter krigen i russisk fangenskab frem til oktober 1955, da han som 27-årig vendte tilbage til Tyskland, hvor Himmlers enke hentede ham i Friedland-lejren. Efter en tid hos hende i Bielefeld, flyttede han i foråret 1956 til Lübeck, hvor han kørte lastbil, giftede sig og fik en søn. Han havde kontakt med sin stedmor og Gudrun frem til stedmorens død i august 1967. Von der Ahé lod sig interviewe af Lübecker Nachrichten i 2001, hvor han gav et idyllisk billede af sin opvækst. Han døde i december 2010.
Michael Wildt og Katrin Himmler – børnebørn af Himmlers yngre bror Ernst – har gennemgået brevene fra Himmler til hans kone. Brevene blev fundet i Israel, hvor de var endt i et privatarkiv i Tel Aviv.